# Theus Bracht
Theus Bracht (* 24. Dezember 1900 in Ditzumerhammrich, Landkreis Leer; † 30. November 1963 ebenda) war ein deutscher Politiker der SPD.

## Leben
Bracht besuchte die Volksschule und war anschließend von 1914 bis 1917 in der Landwirtschaft tätig, danach im Baugewerbe. Im  Jahr 1919 trat er der Gewerkschaft bei und 1926 der SPD im Kreis Weener-Nord. Seit 1926 war er Mitglied der Gemeindevertretung. Er übernahm 1946 den Vorsitz der SPD und der Gewerkschaft in Ditzumerverlaat. Ab 1952 war er Angestellter der Gewerkschaft Gartenbau, Land- und Forstwirtschaft. Bracht war Mitglied des Gemeinderates Ditzum und von Dezember 1956 bis 1963 Landrat des Kreises Leer. Vom 20. April 1947 bis zum 5. Mai 1963 war er Landtagsabgeordneter in Niedersachsen der 1. bis 4. Wahlperiode.